# ロバート・ソーレス

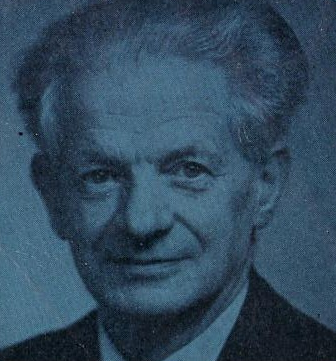
ロバート・ソーレス

ロバート・ヘンリー・ソーレス（Robert Henry Thouless、1894年 - 1984年）は、イギリスの心理学者、超心理学者。最も客観的で先駆的な超心理学者の1人といわれる。
同じく超心理学者であるジョゼフ・バンクス・ラインの長年の友人であり、ラインのESP実験の追試から超心理学の研究に入る。ラインの実験の条件を厳格にしたところ結果を再現できなかったことから、ラインの実験に用いられたゼナー・カード（ESPカード）が裏側から判別できる可能性を初めて指摘した。
しかしソーレス自身はESPの存在を確信しており、心霊研究分野の最大の貢献として、ESPとサイコキネシスを統合した「Ψ（サイ）」の概念を発明し、これを一般化させた。1942年から1944年にかけては、イギリスの心霊現象研究協会の会長を務めた。
晩年には肉体の死後の生に関心を寄せ、死後も自分の人格が存在し続けることを証明するため、死後に向けて2つの暗号を残した。ソーレスが没した1984年には、著名な霊媒がソーレスの霊に触れて暗号を解読する試みが行われたが、暗号の解読には至っていない。